# 鄭伯熊
鄭伯熊（1124年—1181年），字景望，永嘉（今浙江溫州）人，南宋官员、学者。

## 生平
宣和六年出生。紹興十五年（1145）進士。調黄巖縣尉。隆興初年，召試正字，除太常博士，升遷為吏部侍郎，宗正少卿。乾道七年（1121），出知寧國府，再改知建寧，人稱郑敷文。淳熙八年（1181），卒於任上。鄭伯熊是永嘉学派的重要学者。有《鄭景望集》，已佚。